# La Cocona
La Cocona és una muntanya de 552 metres que es troba al municipi de Cervelló, a la comarca catalana del Baix Llobregat.